# Deserto del Pacifico

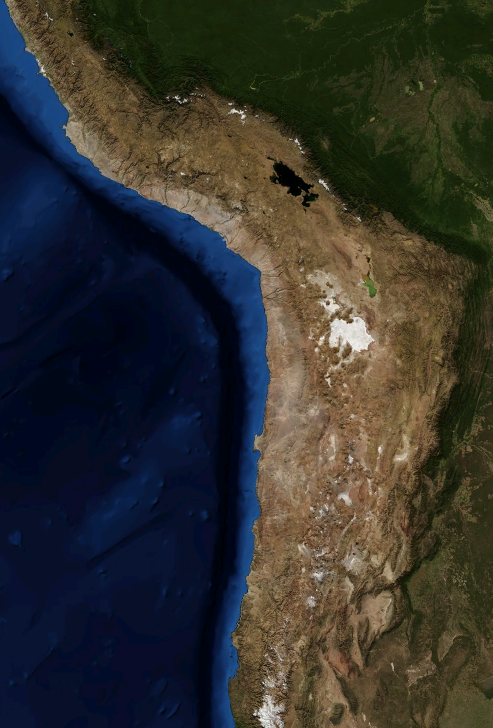
Foto satellitare del deserto di Atacama (Cile)

Il deserto del Pacifico è un esteso deserto costiero di origine temperata e subtropicale saltuariamente attraversato da corti fiumi di regime stagionale. È situato lungo il litorale occidentale sudamericano, tra l'Oceano Pacifico e la Cordigliera delle Ande ed è approssimativamente compreso tra le latitudini 6°S e 27°S, territori che appartengono al Perù e al Cile.

## Geomorfologia
La geomorfologia corrisponde a pianure sedimentarie, montagne e colline basse, che si elevano a volte verso est (propaggini andine). Nel sud sono famose la Cordigliera della Costa, parallela al litorale oceanico e la conseguente Depressione Intermedia nel territorio cileno ed estremo sud peruviano.

## Edafologia
I suoli predominanti sono sabbiosi-desertici (yermosuoli), con zone pietrose (litosuoli). Nelle valli dei fiumi esistono suoli alluvionali, ampiamente utilizzati per l'irrigazione nell'agricoltura intensiva. Nel sud predominano i suoli derivati da ceneri vulcaniche, mentre al nord e nel centro predominano le dune desertiche.

## Idrologia

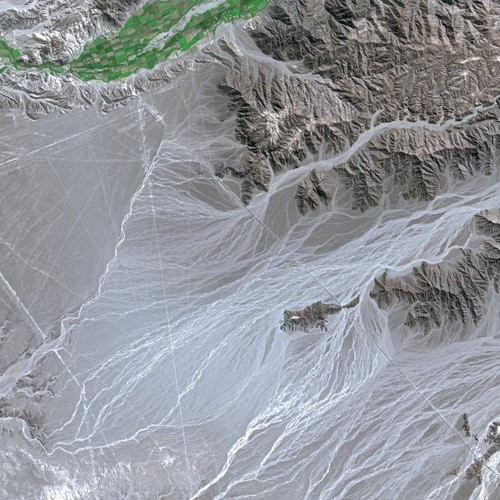
Vista aerea del deserto di Nazca

La regione è percorsa da più di 40 fiumi poveri d'acqua, i cui bacini collettori sono situati sulle Ande; molti di questi, non ricevendo affluenti nella zona costiera, sono destinati a seccarsi prima di sfociare nel mare. Esistono inoltre molti torrenti secchi che trasportano acqua solo quando si hanno cadute eccezionali di acqua sulle alture andine o quando piove sulla costa (fenomeno peraltro molto raro).
Sono frequenti laghi e paludi, specialmente vicino alle coste marine; molte di queste sono salubri e con abbondante vegetazione acquatica.

## Clima

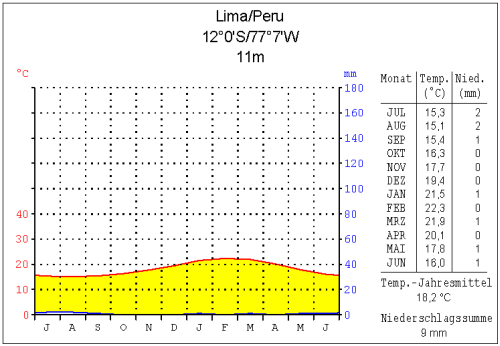
Diagramma climatico della città di Lima.

Il clima è semicaldo - umido, benché siano praticamente assenti le piogge, e arido subtropicale, con precipitazioni medie annuali inferiori ai 150 mm; le temperature medie annuali si aggirano tra i 17 e i 19 °C. La causa della mancanza di piogge si deve ai venti alisei umidi ed al passaggio della Corrente di Humboldt, che produce molta nebbia fino a 1000 - 1500 mslm, con temperature basse di circa 13 °C. 
Sopra questa quota, la temperatura aumenta da 13 a 22 °C, e l'aria calda assorbe l'umidità, impedendo la formazione di nubi e di conseguenza le precipitazioni.
L'umidità relativa è alta, generalmente al di sopra del 60%, giungendo in inverno fino al 100%. Quando sorpassa il 100% si forma una pioggia finissima nota con il termine di garúa. Le precipitazioni sono scarse; a Lima, per esempio, sono mediamente di 48 mm all'anno. In anni eccezionali, quando si verifica il fenomeno del Niño, possono essere superiori. Nel 1925 a Lima piovvero 1254 mm e nel 1926 1245 mm.
Durante l'estate sparisce la cappa di nebbia e iniziano le piogge sulle Ande; in questo periodo i fiumi trasportano molta più acqua.  I venti soffiano generalmente da sud e sud-est, cambiando di direzione a seconda delle ore del giorno. Tra le 21.00 e le 8.00 sono deboli e soffiano da terra (direzione terra-mare); tra le 8.00 e le 18.00 sono più forti e soffiano dal mare (direzione mare-terra).

## Vegetazione

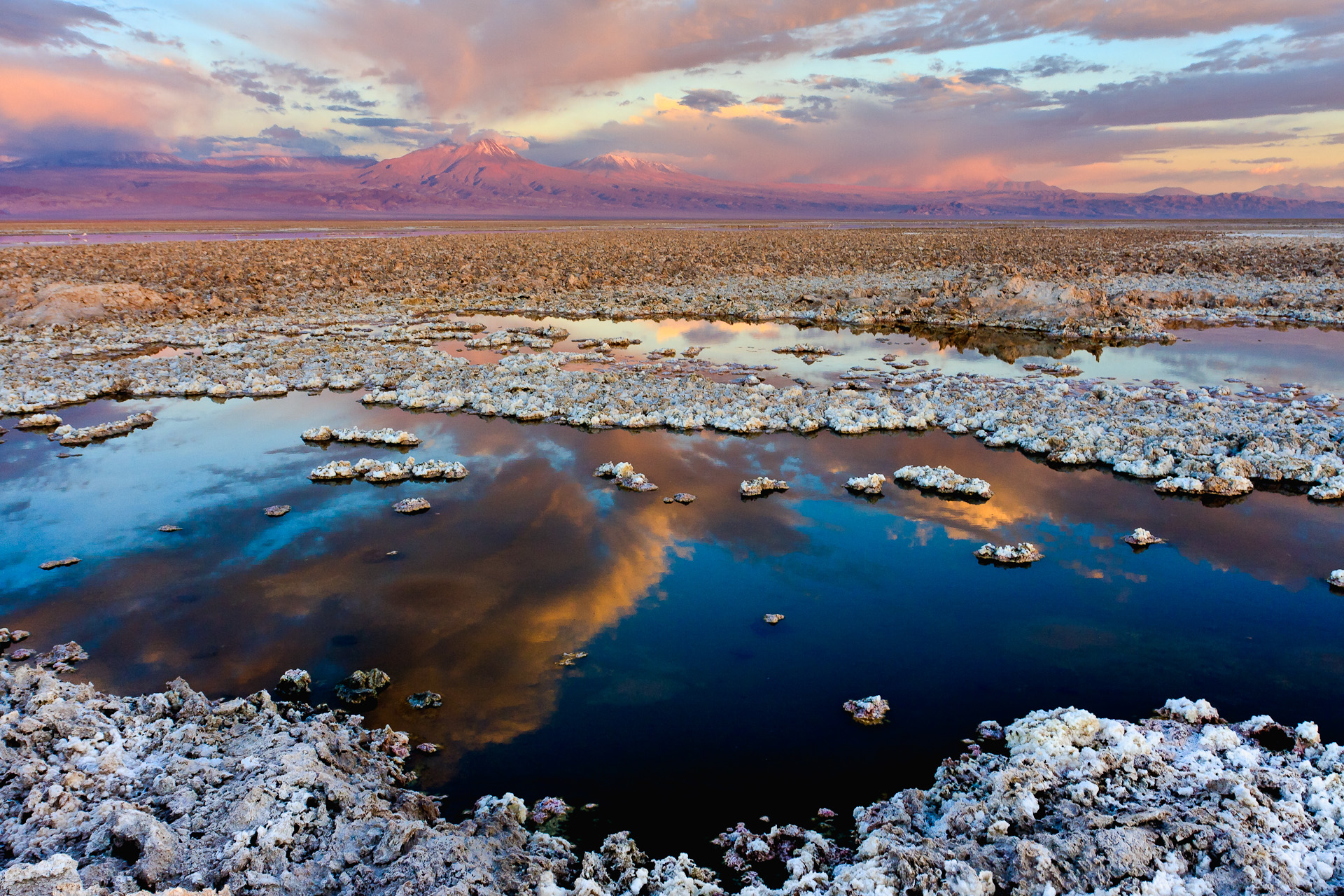
Saline nel deserto di Atacama (Salar de Atacama, Cile).

Le formazioni vegetali si possono ridurre a quattro tipi:
- I deserti: con o senza vegetazione
- Le valli o oasi fluviali: con presenza di boschi
- Le colline costiere: con presenza di vegetazione varia, che si sviluppa grazie alle abbondanti nebbie invernali
- Gli ambienti acquatici: con abbondanza di giunchi e piante acquatiche.

## Suddivisione geografica
Il deserto del Pacifico si divide in:
- Deserto di Sechura: nord del Perù, nella Regione di Piura; secondo il WWF, visto che non vi sono nomi per i tratti di costa peruviana meridionali, il deserto di Sechura si estende fino alle provincie di Ica e Arequipa.
- Deserto di Atacama: nord del Cile, lungo la costa settentrionale; questo deserto è considerato il più secco del mondo.